# Пуща-Водицкая улица
Пу́ща-Води́цкая у́лица (укр. Пу́ща-Води́цька ву́лиця) — улица в Подольском районе города Киева, местность посёлок Шевченко. Пролегает от площади Тараса Шевченко и до Ростовской улицы.
Примыкает Пуща-Водицкий переулок.

## История
Возникла в середине XX века под названием 723-я Новая улица. Современное название в честь исторической местности Пуща-Водица — с 1953 года.

## Застройка
Застройка улицы представлена частным сектором, только с нечётной стороны. По чётной стороне — нет застройки, лес. Между улицей (севернее её) и Большой кольцевой (окружной) дорогой и Минским проспектом расположен участок Пуща-Водицкого леса. Возле пересечения улицы с Минскимо проспектом расположена автостанция «Полесье».
По улице проходит трамвайный маршрут № 12, остановки «пл. Тараса Шевченка» и «Пуща-Водицкая улица/общежитие».